# Ана ді Каштру Озоріу
А́на ді Ка́штру Озо́ріу (*18 червня 1872, Мангуалде — 23 березня 1935, Сетубал) — португальська феміністка, дитяча письменниця, фольклористка, журналістика, педагогиня, перекладачка і республіканська діячка.

## З життєпису
Ана ді Каштру Озоріу народилася 18 червня 1872 року в заможній родині судді Жоао Баптішти ді Каштру (João Baptista de Castro) та Мар'яни Озоріу ді Каштру Кабрал і Албукерке (Mariana Osório de Castro Cabral e Albuquerque). Світогляд дівчинки сформувала обширна бібліотека її батьків і вже до 23-х років вона сама стала письменницею.
У 1889 році 17-річна Озоріу вийшла заміж за Пауліну ді Олівейру (Paulino de Oliveira), республіканського поета, з яким мала двох дітей .
У 1905 році Ана ді Каштру Озоріу написала феміністичний маніфест «Португальським жінкам» (Às Mulheres Portuguesas). Ця праця відобразила зростання політичної свідомості освічених жінок і пропагувала залучення жіночих організацій та фемінізму до республіканства.
Вона сама стала засновницею декількох жіночих організацій, включаючи першу феміністичну асоціацію — Португальська група феміністських студій (Grupo Português de Estudos Feministas) у 1907 році. Разом з Аделаїдою Кабеті та Фаустою Пінту ді Гамою вони створили в 1908 році Республіканську лігу португальських жінок (Liga Republicana das Mulheres Portuguesas). Група закликала до повалення монархії та сприяла проголошенню Португальської республіки в 1910 році.
У 1911 році Озоріу очолила Португальську асоціацію феміністичної пропаганди (Associação de Propaganda Feminista), яку заснували Аделаїда Кабеті та Кароліна Беатріш Анжелу. У 1917 році вона стала однією з засновниць громадського благодійницького руху «Хрестовий похід португальських жінок» (Cruzada das Mulheres Portuguesas), який закликав жінок до активних дій під час війни.

## Бібліографія

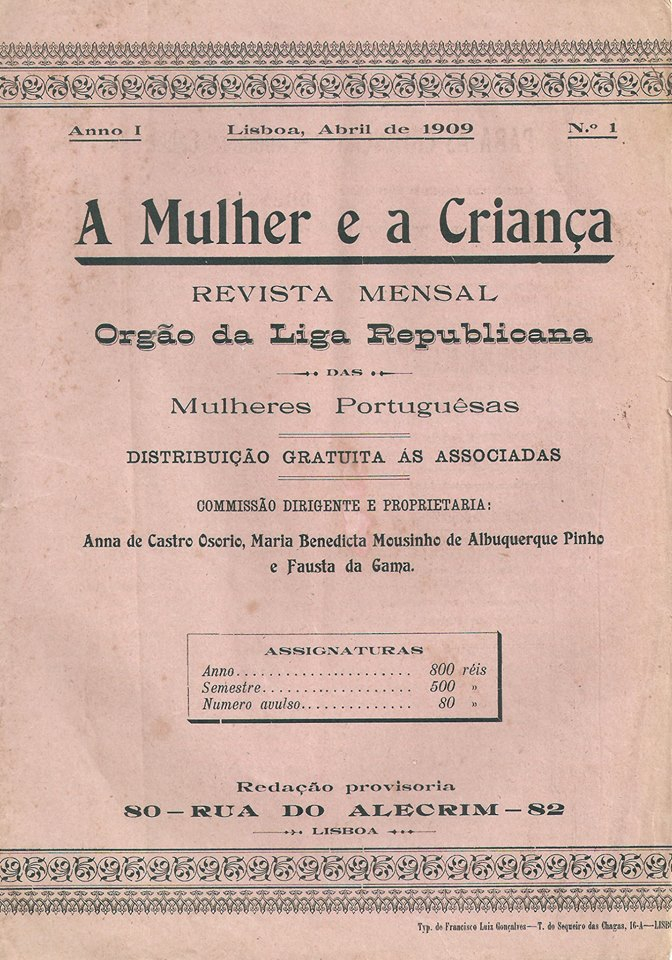
Часопис «Жінка і дитина» (A Mulher e a Criança), публікація Республіканської ліги португальських жінок, 1909

## Визнання
Ана ді Каштру Озоріу мала низку прижиттєвих нагород і відзнак, серед яких:
- 17 травня 1919 року вона стала офіцером Ордена Сантьяго да Еспада;
- 5 жовтня 1931 року удостоїлась звання командора Ордена Підприємницьких заслуг в галузі сільського господарства[16].

У 1976 році мерія Лісабона вшанувала письменницю, давши її ім'я вулиці в районі Квінта-ду-Конде-ді-Карніде (Карніде); подібні вулиці є в низці інших міст Португалії (Монтіжу, Амадора, Мангуалде, Сінтра, Кашкайш тощо). Також у Лісабоні є спеціалізована бібліотека Ани ді Каштру Озоріу, а в муніципалітеті Мангуалде початкова школа, що носить ім'я письменниці та діячки.